# قرار مجلس الأمن التابع للأمم المتحدة رقم 459
قرار مجلس الأمن التابع للأمم المتحدة رقم 459، المتخذ في 19 كانون الأول / ديسمبر 1979، بعد الإشارة إلى القرارات 425 (1978)، 426 (1978)، 427 (1978)، 434 (1978)، 444 (1979) و450 (1979) والنظر في التقرير المقدم من الأمين العام حول قوة الأمم المتحدة المؤقتة في لبنان (اليونيفيل). عبر المجلس عن قلقه بشأن مستقبل القوة، مشيرًا إلى التهديدات لحريتها في التنقل وأمن وسلامة مقرها.
ثم كرر المجلس تأكيد أهداف القوة المنصوص عليها في القرارين 425 و450 والتي يجب تحقيقها. وأشار القرار إلى الجهود التي تبذلها الحكومة اللبنانية لوضع برنامج عمل مع الأمين العام، فضلاً عن جهودها للحصول على اعتراف دولي بحماية المواقع الأثرية في صور. كما أعاد التأكيد على سريان اتفاقية الهدنة العامة بين إسرائيل ولبنان، داعيا الطرفين إلى إعادة تفعيل لجان الهدنة المختلطة.
وأشاد القرار بجهود اليونيفيل ومدد ولاية القوة حتى 19 يونيو 1980. كما حذر المجلس من أن استمرار عرقلة القوة سيُنظر فيه مع مزيد من الإجراءات من جانب الأمم المتحدة بموجب الفصول المناسبة من ميثاق الأمم المتحدة.
تم تبني القرار بأغلبية 12 صوتًا، بينما امتنعت تشيكوسلوفاكيا والاتحاد السوفيتي عن التصويت، ولم تشارك الصين.